# 遠藤察男
遠藤 察男（えんどう さつお、1959年12月3日 - ）は、日本のテレビドラマ、映画の脚本家、放送作家、作詞家、漫画原作者である。

## 略歴・人物
- 1959年、東京都生まれ。高校卒業後、バラエティ番組の制作会社のADとなり[2]、2年くらいして放送作家の仕事を任されるようになる。その後、兄弟子だった秋元康の会社「SOLD-OUT」に所属して脚本家や作詞家としても活躍するようになる。
- 脚本作品の演出家は同じく「SOLD-OUT」に所属していた堤幸彦であることが多い。また、とんねるず関連の仕事も多い[3]。
- 大橋巨泉事務所で構成作家をしていた。[信頼性要検証]

## 作品

### 脚本

#### 単発ドラマ
- 月曜ドラマランド「フローズン・ホラーSHOW」（1987年5月18日、フジテレビ / SOLD-OUT）
- 青春を東海岸にかけた野郎たち! アメリカン・ランナウェイ（1987年、日本テレビ）
- 中森明菜のスパゲティー恋物語（1988年、フジテレビ）
- 季節はずれの海岸物語シリーズ（1988年 - 1994年、フジテレビ）

#### 連続ドラマ
- 愛はどうだ（1992年4月 - 6月、TBS）
- ホームワーク（1992年10月 - 12月、TBS）
- ポケベルが鳴らなくて（1993年7月 - 9月、日本テレビ）
- そのうち結婚する君へ（1994年1月 - 3月、日本テレビ）
- 家族A（1994年10月 - 12月、TBS）
- さんかくはぁと（1995年1月 - 3月、テレビ朝日）
- カケオチのススメ（1995年7月 - 9月、テレビ朝日）
- 輝け隣太郎（1995年10月 - 12月、TBS）
- 硝子のかけらたち（1996年7月 - 9月、TBS）
- ぼくらの勇気 未満都市（1997年10月 - 12月、日本テレビ）
- もうひとつの象の背中（2007年10月 - 11月、テレビ朝日）
- コインロッカー物語（2008年2月 - 3月、テレビ朝日）
- 半分エスパー（2010年1月 - 3月 、フジテレビTWO）
- キャバすか学園（2016年10月 - 2017年1月、日本テレビ）

#### 映画
- 中指姫 俺たちゃどうなる?（1993年）
- ご存知!ふんどし頭巾（1997年）
- 川の流れのように（2000年）
- 象の背中（2007年）
- 矢島美容室 THE MOVIE 〜夢をつかまネバダ〜（2010年）

### 構成
- コラーッ!とんねるず（日本テレビ）
- オールナイトフジ（フジテレビ）
- 夕やけニャンニャン（フジテレビ）
- スターどっきり（秘）報告（フジテレビ）
- SAKAIです〜デザートーク〜（日本テレビ）
- とんねるずのみなさんのおかげです（フジテレビ）
- とんねるずのみなさんのおかげでした（フジテレビ）
- 石橋貴明のたいむとんねる（フジテレビ）
- 夢対決!とんねるずのスポーツ王は俺だ!スペシャル（テレビ朝日）
- 週刊ワイドコロシアム（テレビ朝日） - 初期は構成を担当。途中からスーパーバイザーを務めた
- とんねるずのオールナイトニッポン（ニッポン放送）

### 作詞
- おニャン子クラブ「会員番号の唄」「新・会員番号の唄」「新・新会員番号の唄」
- 木梨猛「仮面ノリダーぶっとばすぞのテーマ」
- 矢島美容室 ※いずれもエンドウサツヲ名義

1. 「ニホンノミカタ -ネバダカラキマシタ-」
2. 「SAKURA -ハルヲウタワネバダ-」
3. 「はまぐりボンバー」
4. 「メガミノチカラ」
5. 「アイドルみたいに歌わせて」

### 漫画原作
- ようこそ!微笑寮へ（1994年 - 1996年、あゆみゆい作画、講談社『なかよし』連載、なかよしKCより全5巻）